# Episcopaalse Kerk (Verenigde Staten)

Wapenschild van de Episcopaalse Kerk

De Episcopaalse Kerk (Engels: Episcopal Church, officieel de Protestant Episcopal Church in the United States of America) is een gematigd protestantse, anglicaans-christelijke kerk in de Verenigde Staten, maar ook in Honduras, Taiwan, Colombia, Ecuador, Haïti, de Dominicaanse Republiek, Venezuela, de Britse Maagdeneilanden en delen van Europa. De Episcopaalse Kerk vormt een kerkprovincie van de Anglicaanse Gemeenschap in de Verenigde Staten en de meeste andere territoria waar de kerk actief is, maar niet in Europa. Tegenwoordig is de Episcopaalse Kerk onderverdeeld in negen provincies en heeft de kerk ook bisdommen buiten de VS. In 2010 had  de kerk 2.125.012 leden. In 2022 was het aantal leden van de Episcopaalse Kerk internationaal gedaald tot 1.584.785 gedoopte leden, waarvan 1.432.082 in de Verenigde Staten. Daarmee is de Episcopaalse Kerk de op 13 na grootste kerkgemeenschap van het land.

## Geschiedenis
De Episcopaalse Kerk kwam kort na de Amerikaanse Onafhankelijkheidsoorlog (1775-1783) tot stand nadat de Amerikaanse anglicanen genoodzaakt waren zich af te scheiden van de Anglicaanse Kerk van Engeland. Clerici van de Anglicaanse Kerk werden namelijk verplicht trouw te zweren aan de Britse monarch, die Supreme Governor is van de kerk. Daarmee werd de Episcopaalse Kerk van de VS de eerste anglicaanse kerk buiten de Britse Eilanden.
De Episcopaalse Kerk was actief in de Social Gospel-beweging van de late 19e en vroege 20e eeuw. Sinds de jaren 1960 en 1970 heeft de kerk zich verzet tegen de doodstraf en heeft ze haar steun gegeven aan de burgerrechtenbeweging en positieve discriminatie. Tegenwoordig steunt de kerk volledige gelijkheid voor homoseksuele mensen. In staten waar homohuwelijken wettelijk toegestaan zijn, heeft de Episcopaalse Kerk resoluties aangenomen om homoseksuele en lesbische koppels te laten huwen voor de kerk. Met betrekking tot abortus neemt de kerk een genuanceerde positie in. Het is niet ongebruikelijk dat de meningen van individuele leden en clerici afwijken van de officiële standpunten van de kerk. In de Episcopaalse Kerk kunnen ook vrouwen priester, diaken en bisschop worden. In 2006 werd Katharine Jefferts Schori de voorzittende bisschop (Presiding Bishop) van de Episcopaalse Kerk en zo de eerste vrouwelijke primaat in de Anglicaanse Gemeenschap.
In het eerste decennium van de eenentwintigste eeuw scheidde een grote groep leden en kerkelijke gemeenten zich af die zich niet konden verenigen met de in hun ogen liberale koers van de kerk. Samen met een groep afgesplitste leden van de Anglicaanse Kerk van Canada vormden zij de Anglicaanse Kerk in Noord-Amerika.

## Structuur

### Gemeenten, bisdommen en provincies

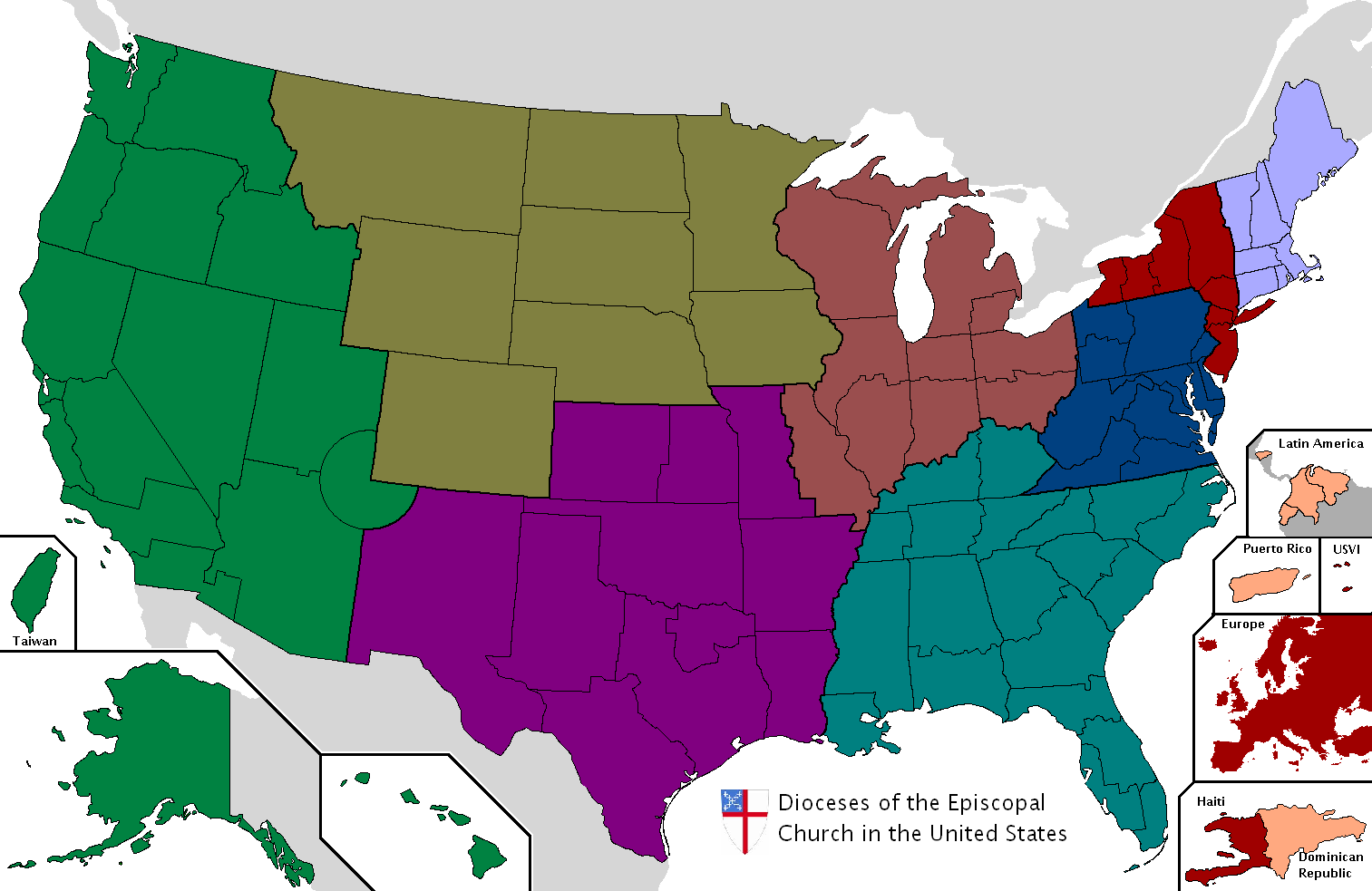
Provincies en bisdommen van de Episcopaalse Kerk

De Episcopaalse Kerk bestaat uit honderd bisdommen in de Verenigde Staten zelf en tien bisdommen in territoria van de VS en in andere gebieden. In Europa bestaat de Convocation of Episcopal Churches in Europe, die in functie gelijk is aan een gewoon bisdom. Episcopaalse bisdommen maken op hun beurt deel uit van negen kerkelijke provincies.
Ieder bisdom staat onder de leiding van een bisschop. Onder een bisdom vallen alle gemeenten binnen de grenzen van het bisdom. Vaak vallen die grenzen samen met de grenzen van de staten van de Verenigde Staten, maar sommige bisdommen omvatten meer dan één staat of omvatten maar een deel van een of meerdere staten. Het Bisdom Washington, bijvoorbeeld, omvat zowel Washington D.C. als delen van de staat Maryland.

### Nationaal bestuur
Op het nationale niveau is de driejaarlijkse General Convention het hoogste wetgevende orgaan. Analoog met een parlement, bestaat de conventie uit twee kamers, het House of Deputies en het House of Bishops. In dat laatste zetelen alle actieve en voormalige bisschoppen. In het House of Deputies zetelen meer dan 800 afgevaardigden, zowel leken als geestelijken. De General Convention kan twee soorten wetgeving aannemen: de regels voor het bestuur van de kerk, die men de grondwet en canons noemt, en brede beleidsrichtlijnen, die men resoluties noemt. Beide kamers kunnen voorstellen naar voren schuiven. Het House of Deputies komt in zijn volledigheid slechts eenmaal per drie jaar samen, maar het House of Bishops wordt regelmatig samengeroepen.
Het dagelijkse bestuur wordt niet door de General Convention gedaan, maar door andere bestuursorganen, waarvan het Executive Council het belangrijkste is. Die raad overziet het werk van de kerk op het nationale niveau gedurende de drie jaar tussen iedere bijeenkomst van de conventie. Er zetelen veertig leden in, waarvan er twintig rechtstreeks verkozen worden door de conventie en achttien door de negen provincies, alsook de voorzittende bisschop en de voorzitter van het House of Deputies. De voorzittende bisschop is iemand die verkozen is vanuit en door het House of Bishops en wiens positie bevestigd is door de andere kamer. Hij of zij heeft een termijn van negen jaar. De voorzittende bisschop is de primaat van de Episcopaalse Kerk en wordt verwacht leiding te geven in de ontwikkeling van de kerk.